# Pugled pri Starem Logu
Pugled (nemško: Hohenberg, 645 mnm) je zapuščen zaselek na obronkih Kočevskega Roga, blizu kraja Stari Log. 
Zaselek so prvotno naselili kočevski Nemci, nastal pa je na umetno izkrčeni jasi v 15. ali 16. stoletju. Vas je ob izbruhu druge svetovne vojne štela 17 hiš in 70 prebivalcev. Prebivalci so v letu 1941 zapustili svoje domove in se izselili v Tretji rajh ali v Posavje. V vasi je leta 1942 delovala partizanska tiskarna. Italijani so vas požgali v roški ofenzivi v avgustu istega leta. Marca 1943 so partizani na Pugledu zgradili partizansko bolnišnico, ki so jo Nemci uničili oktobra 1943.
Zaselek je danes zapuščen, od hiš in gospodarskih poslopij pa je ostalo bore malo. Ostanke temeljev so po večini prerasla drevesa in grmovje. Ohranil se je vodnjak, v bližini katerega je 24. avgusta 1942 padel pesnik Miran Jarc. Na kraju njegove smrti je postavljen skromen križ, ki označuje mesto, kjer je umrl.